# Jacob Kean
Jacob Kendall Kean (ur. 4 lutego 1991 w Derby) – angielski piłkarz występujący na pozycji bramkarza w Norwich City.